# Oscaruddelingen 2019
Oscaruddelingen 2019 var den 91. udgave af oscaruddelingen og fandt sted 24. februar 2019, hvor man kårede de bedste præstationer inden for film fra 2018. Uddelingen vil bliv holdt i Dolby Theatre i Hollywood i Los Angeles i regi af Academy of Motion Picture Arts and Sciences (AMPAS).

## Nomineringer og vindere

### Liste
| Bedste film - Green Book – Jim Burke, Charles B. Wessler, Brian Currie, Peter Farrelly og Nick Vallelonga - Black Panther – Kevin Feige - BlacKkKlansman – Sean McKittrick, Jason Blum, Raymond Mansfield, Jordan Peele og Spike Lee - Bohemian Rhapsody – Graham King - The Favourite – Ceci Dempsey, Ed Guiney, Lee Magiday og Yorgos Lanthimos - Roma – Gabriela Rodriguez og Alfonso Cuarón - A Star Is Born – Bill Gerber, Bradley Cooper og Lynette Howell Taylor - Vice – Dede Gardner, Jeremy Kleiner, Adam McKay og Kevin J. Messick | Bedste instruktør - Alfonso Cuarón – Roma - Spike Lee – BlacKkKlansman - Paweł Pawlikowski – Cold War - Yorgos Lanthimos – The Favourite - Adam McKay – Vice |
| Bedste mandlige hovedrolle - Rami Malek – Bohemian Rhapsody, som Freddie Mercury - Christian Bale – Vice, som Dick Cheney - Bradley Cooper – A Star Is Born, som Jackson "Jack" Maine - Willem Dafoe – At Eternity's Gate, som Vincent van Gogh - Viggo Mortensen – Green Book, som Frank "Tony Lip" Vallelonga | Bedste kvindelige hovedrolle - Olivia Colman – The Favourite, som Anne af Storbritannien - Yalitza Aparicio – Roma, som Cleodegaria «Cleo» Gutiérrez - Glenn Close – The Wife, som Joan Castleman - Lady Gaga – A Star Is Born, som Ally Maine - Melissa McCarthy – Can You Ever Forgive Me?, som Lee Israel |
| Bedste mandlige birolle - Mahershala Ali – Green Book, som Don Shirley - Adam Driver – BlacKkKlansman, som Philip «Flip» Zimmerman - Sam Elliott – A Star Is Born, som Bobby Maine - Richard E. Grant – Can You Ever Forgive Me?, som Jack Hock - Sam Rockwell – Vice, som George W. Bush | Bedste kvindelige birolle - Regina King – If Beale Street Could Talk, som Sharon Rivers - Amy Adams – Vice, som Lynne Cheney - Marina de Tavira – Roma, som Sofía - Emma Stone – The Favourite, som Abigail Masham - Rachel Weisz – The Favourite, som Sarah Churchill |
| Bedste originale manuskript - Green Book – Nick Vallelonga, Brian Currie og Peter Farrelly - The Favourite – Deborah Davis og Tony McNamara - First Reformed – Paul Schrader - Roma – Alfonso Cuarón - Vice – Adam McKay | Bedste filmatisering - BlacKkKlansman – Charlie Wachtel, David Rabinowitz, Kevin Willmott og Spike Lee, baseret på bogen af Ron Stallworth - The Ballad of Buster Scruggs – Joel og Ethan Coen, baseret på novellerne "All Gold Canyon" af Jack London, "The Gal Who Got Rattled" af Stewart Edward White og noveller af Joel og Ethan Coen - Can You Ever Forgive Me? – Nicole Holofcener og Jeff Whitty, baseret på bogen af Lee Israel - If Beale Street Could Talk – Barry Jenkins, baseret på If Beale Street Could Talk af James Baldwin - A Star Is Born – Eric Roth, Bradley Cooper og Will Fetters, baseret på to nyindspilninger |
| Bedste animationsfilm - Spider-Man: Into the Spider-Verse – Bob Persichetti, Peter Ramsey, Rodney Rothman, Phil Lord og Christopher Miller - De Utrolige 2 – Brad Bird, John Walker og Nicole Paradis Grindle - Isle of Dogs – Wes Anderson, Scott Rudin, Steven M. Rales og Jeremy Dawson - Mirai – Mamoru Hosoda og Yūichirō Saitō - Ralph Breaks the Internet – Rich Moore, Phil Johnston og Clark Spencer | Bedste fremmedsprogede film - Roma (Mexico) – Alfonso Cuarón - Kapernaum (Libanon) – Nadine Labaki - Cold War (Polen) – Paweł Pawlikowski - Never Look Away (Tyskland) – Florian Henckel von Donnersmarck - Shoplifters (Japan) – Hirokazu Kore-eda |
| Bedste dokumentar - Free Solo – Elizabeth Chai Vasarhelyi, Jimmy Chin, Evan Hayes og Shannon Dill - Hale County This Morning, This Evening – RaMell Ross, Joslyn Barnes og Su Kim - Minding the Gap – Bing Liu og Diane Quon - Of Fathers og Sons – Talal Derki, Ansgar Frerich, Eva Kemme og Tobias N. Siebert - RBG – Betsy West og Julie Cohen | Bedste korte dokumentar - Period. End of Sentence. – Rayka Zehtabchi og Melissa Berton - Black Sheep – Ed Perkins og Jonathan Chinn - Slutspillet – Rob Epstein og Jeffrey Friedman - Lifeboat – Skye Fitzgerald og Bryn Mooser - A Night at The Garden – Marshall Curry |
| Bedste kortfilm - Skin – Guy Nattiv og Jaime Ray Newman - Detainment – Vincent Lambe og Darren Mahon - Fauve – Jérémy Comte og Maria Gracia Turgeon - Marguerite – Marianne Farley og Marie-Hélène Panisset - Mother – Rodrigo Sorogoyen og María del Puy Alvarado | Bedste korte animationsfilm - Bao – Domee Shi og Becky Neiman-Cobb - Animal Behaviour – Alison Snowden og David Fine - Late Afternoon – Louise Bagnall og Nuria González Blanco - One Small Step – Andrew Chesworth og Bobby Pontillas - Weekends – Trevor Jimenez |
| Bedste musik - Black Panther – Ludwig Göransson - BlacKkKlansman – Terence Blanchard - If Beale Street Could Talk – Nicholas Britell - Isle of Dogs – Alexandre Desplat - Mary Poppins vender tilbake – Marc Shaiman | Bedste sang - "Shallow" from A Star Is Born – Lady Gaga, Mark Ronson, Anthony Rossomando og Andrew Wyatt - "All the Stars" fra Black Panther – Mark Spears, Kendrick Lamar Duckworth, Anthony Tiffith og Solána Rowe - "I'll Fight" fra RBG – Diane Warren - "The Place Where Lost Things Go" fra Mary Poppins vender tilbage – Marc Shaiman og Scott Wittman - "When a Cowboy Trades His Spurs for Wings" fra The Ballad of Buster Scruggs – David Rawlings og Gillian Welch |
| Bedste lyd - Bohemian Rhapsody – John Warhurst og Nina Hartstone - Black Panther – Benjamin A. Burtt og Steve Boeddeker - First Man – Ai-Ling Lee og Mildred Iatrou Morgan - A Quiet Place – Ethan Van der Ryn og Erik Aadahl - Roma – Sergio Díaz og Skip Lievsay | Bedste lydmix - Bohemian Rhapsody – Paul Massey, Tim Cavagin og John Casali - Black Panther – Steve Boeddeker, Brandon Proctor og Peter J. Devlin - First Man – Jon Taylor, Frank A. Montaño, Ai-Ling Lee og Mary H. Ellis - Roma – Skip Lievsay, Craig Henighan og José Antonio García - A Star Is Born – Tom Ozanich, Dean Zupancic, Jason Ruder og Steve A. Morrow |
| Bedste scenografi - Black Panther – Hannah Beachler og Jay Hart - The Favourite – Fiona Crombie og Alice Felton - First Man – Nathan Crowley og Kathy Lucas - Mary Poppins vender tilbage – John Myhre og Gordon Sim - Roma – Eugenio Caballero og Bárbara Enrı́quez | Bedste fotografering - Roma – Alfonso Cuarón - Cold War – Łukasz Żal - The Favourite – Robbie Ryan - Never Look Away – Caleb Deschanel - A Star Is Born – Matthew Libatique |
| Bedste make-up - Vice – Greg Cannom, Kate Biscoe og Patricia Dehaney - Grensen – Göran Lundström og Pamela Goldammer - Mary Queen of Scots – Jenny Shircore, Marc Pilcher og Jessica Brooks | Bedste kostumer - Black Panther – Ruth E. Carter - The Ballad of Buster Scruggs – Mary Zophres - The Favourite – Sandy Powell - Mary Poppins vender tilbage – Sandy Powell - Mary Queen of Scots – Alexandra Byrne |
| Bedste klipning - Bohemian Rhapsody – John Ottman - BlacKkKlansman – Barry Alexander Brown - The Favourite – Yorgos Mavropsaridis - Green Book – Patrick J. Don Vito - Vice – Hank Corwin | Bedste visuelle effekter - First Man – Paul Lambert, Ian Hunter, Tristan Myles og J. D. Schwalm - Avengers: Infinity War – Dan DeLeeuw, Kelly Port, Russell Earl og Dan Sudick - Jakob og Peter Plys – Chris Lawrence, Michael Eames, Theo Jones og Chris Corbould - Ready Player One – Roger Guyett, Grady Cofer, Matthew E. Butler og David Shirk - Solo: A Star Wars Story – Rob Bredow, Patrick Tubach, Neal Scanlan og Dominic Tuohy |

### Film med flere nomineringer
- 10 nomineringer: The Favourite, Roma
- 8 nomineringer: A Star Is Born, Vice
- 7 nomineringer: Black Panther
- 6 nomineringer: BlacKkKlansman
- 5 nomineringer: Bohemian Rhapsody og Green Book
- 4 nomineringer: First Man, Mary Poppins vender tilbage
- 3 nomineringer: The Ballad of Buster Scruggs, Can You Ever Forgive Me?, Cold War, If Beale Street Could Talk
- 2 nomineringer: Isle of Dogs, Mary Queen of Scots, Never Look Away, RBG

### Governors Awards
Den 10. Governors Awards-uddeling blev afholdt 18 november 2018, og de følgende personer vandt æres-Oscar

### Æres-Oscar
- Marvin Levy
- Lalo Schifrin
- Cicely Tyson

### Irving G. Thalberg Memorial Award
- Kathleen Kennedy og Frank Marshall